# 蕭大荘
蕭 大荘（しょう だいそう、534年 - 551年）は、南朝梁の皇族。新興王。字は仁礼。

## 経歴
簡文帝蕭綱の十三男として生まれた。母は張夫人。浮かれはしゃぎやすく、よく動き回る性格であった。大同9年（543年）、高唐県公に封じられた。太清3年（549年）6月、新興郡王に封じられた。7月、使持節・都督南徐州諸軍事・宣毅将軍・南徐州刺史として出向した。大宝2年（551年）8月、侯景が簡文帝を廃位すると、大荘は京口で殺害された。享年は18。

## 伝記資料
- 『梁書』巻44 列伝第38
- 『南史』巻54 列伝第44